# دبليو. ستيرلينغ كول
دبليو. ستيرلينغ كول (بالإنجليزية: William Sterling Cole)‏ هو محامي ومستثمر وسياسي أمريكي، ولد في 18 أبريل 1904 في مقاطعة ستوبين في الولايات المتحدة، وتوفي في 15 مارس 1987 في واشنطن العاصمة في الولايات المتحدة. حزبياً، نشط في الحزب الجمهوري. وقد انتخب مدير (1957 – 1961) وانتخب رئيس مجلس الإدارة وانتخب عضو مجلس النواب الأمريكي.